# Kidal (krets)
Kidal är en krets i Mali.   Den ligger i regionen Gao, i den östra delen av landet, 1 200 km nordost om huvudstaden Bamako.